# I Know What I Like (In Your Wardrobe)
I Know What I Like (In Your Wardrobe) (englisch für: „Ich weiß was mir gefällt (in deinem Kleiderschrank)“) ist das erste chartplatzierte Lied der britischen Rockband Genesis. Das Lied wurde als Single in Großbritannien im Februar 1974 mit dem nicht auf dem Album veröffentlichten, während der Foxtrot-Sessions aufgenommenen Lied Twilight Alehouse als B-Seite veröffentlicht.

## Hintergrund
I Know What I Like ist das zweite Stück auf dem Album Selling England by the Pound. Nach dem etwas schweren Eröffnungsstück Dancing with the Moonlit Knight stellt dieser leicht konsumierbare Titel den ersten Single-Hit der Band dar (in GB Platz 21 der Charts). Zudem war dieses Stück der größte Erfolg der Band, bevor Phil Collins (nach dem Ausstieg von Peter Gabriel) Leadsänger wurde.
Der Text des Stücks erzählt, wie viele von Peter Gabriels Stücken in seiner Zeit bei Genesis, eine Geschichte. Es porträtiert einen jungen Mann, der seinen Lebensunterhalt mit Rasenmähen verdient und dessen Philosophie es ist, so zu bleiben, wie er ist, und entsprechend seinem sozioökonomischen Status keine allzu großen Ambitionen zu entwickeln. 
Betty Swanwicks Gemälde The Dream, das als Cover für das Album verwendet wurde, spielt auf das Lied an. Der Rasenmäher war ursprünglich nicht auf dem Bild und wurde auf Wunsch der Band hinzugefügt.
Das Lied hat einen leichten Einschlag östlicher Musik, betont perkussiv und mit Sitarmotiven von Steve Hackett. Tony Banks benutzte verschiedene elektronische Effekte, um den Ton eines Rasenmähers zu erzeugen.
Das Stück wurde auf den Tourneen The Way We Walk und Turn It On Again im Medley mit anderen alten Genesis-Stücken gespielt und gehörte bis zuletzt zum ständigen Repertoire der Band.

## Weitere Versionen
Spätere Versionen des Stücks, wie das auf dem Livealben Seconds Out sowie Live over Europe 2007 wiesen längere Instrumentalpassagen auf. Im Film Genesis: In Concert ist zu sehen, wie Phil Collins während des Lieds als Show-Einlage einen Tanz mit einem Tamburin aufführt.
Spätestens seit 1977 besteht der ausgedehnte Instrumentalteil des Stücks zu einem kleinen Teil aus der Coda des Stücks „Stagnation“ vom Album Trespass (ab 6:54).

## Coverversionen
1993 nahm der frühere Leadsänger von Marillion, Fish, eine Coverversion für sein Album Songs from the Mirror auf.

## Besetzung der Originalaufnahme
- Peter Gabriel: Gesang und Flöte
- Steve Hackett: Gitarre und Gesang
- Mike Rutherford: Bass und Elektrische Sitar
- Tony Banks: Orgel
- Phil Collins: Schlagzeug, Gesang und Perkussion